# Freedom for King Kong
Freedom for King Kong, également désigné sous le sigle FFKK, est un groupe de metal alternatif et punk-fusion français, originaire de Lorient, en Bretagne. Formé en 1996, le groupe qualifie son style musical d'« alternative-rap-metal » comme dit sur leur Myspace, et de « goril'musik », qui est un mélange de musique électronique, de reggae et de punk alternatif. Le groupe se fait connaître par la scène. Ils ont en effet plusieurs centaines de concerts à leur actif (en France, Allemagne, Bosnie, États-Unis, Suisse, Belgique...).

## Biographie
Le groupe est formé en 1996 à Lorient, en Bretagne. La formation d'origine est composée de quatre musiciens : Bring's (chant), Djey (guitare), Bux2 ou Bubu (basse), et Régis (batterie). Après avoir changé de batteur (Cédric remplaçant Régis puis Nico), la formation s'étoffe : Ton's aux claviers apporte des sonorités électro. Les textes de Bring's s'appuient sur des valeurs comme le respect d'autrui ou la révolte de toutes les formes d'exclusion. 
Les guitares de Djey couvrent les riffs metal, rythmiques reggae légères ou underground. 
Concernant le nom de Freedom for King Kong : « On a choisi ce nom un peu par hasard au début car le patronyme sonnait et il était percutant. On avait envie d'un nom qui représente une certaine énergie et une émotion débordante, et après on s'est rendu compte que le hasard fait bien les choses car ce personnage est quand même un des plus grands marginaux de notre temps, de notre ère, au niveau mythique en tout cas. Et aussi ce nom représente les idées sociales et humaines qu'on aimerait développer à travers nos chansons et nos textes », explique Brings.
En 1999, le groupe publie son premier album studio, Citoyens du monde, suivi deux ans plus tard, en 2001, d'un deuxième album intitulé Primate diplomate. Le 15 septembre 2003, avec Marche ou rêve, le troisième album du groupe, la palette s'enrichit, tout en restant fidèle à ses émotions premières : le rock, le groove, l’électro,. Rêves en marche est un album de remixes de groupes électro. Ce CD était offert avec la réédition de Marche ou rêve. Il comprend, en plus des titres remixés, King Kong Five de Mano Negra et Oncle sam, une chanson inédite.
Pour le quatrième album, Issue de ce corps, publié en 2005, Nico est remplacé par Benoit Guillemot à la batterie. Sorti en avril 2006, ce dernier album intègre un mélange de rock à grosses guitares, de programmations électro, de textes subversifs et un chant tantôt mélodique tantôt scandé. 
En 2007, le groupe décide de se séparer pour « une durée indéterminée », chaque membre continuant son aventure musicale au sein d'autres formations. Les derniers concerts ont eu lieu du 17 au 19 mai 2007, à Lorient en Bretagne, le 21 au Trabendo de Paris, et le 25 à Saint-Brieuc. 
La reprise de leur chanson King Kong Five de Mano Negra est incluse sur l'album Mano Negra Illegal.

## Post-FFKK
Après la séparation du groupe, Bring's forme en 2008 un nouveau projet, Monkey B, en collaboration avec Chap (membre du Tcha K Fédérateur) en tant que compositeur, et Raan, MC beatmaker musicien qui accompagne ce projet sur scène et en studio. Éclectique, l'ancien leader de FFKK prend un tournant un hip-hop varié et riche. Un premier album intitulé Griot des temps modernes sort en novembre 2008. Il tourne avec un groupe, Soul Béton, qui réalise des spectacles pour enfants.
Ton's participe à la dernière tournée des Svinkels, et collabore avec Nikus Pokus. Il est de plus actif au sein du collectif Scratch avec le groupe BlaBla Star, tout comme Ben. Ce dernier rejoint ensuite le Tcha K Fédérateur puis Aodan. Depuis 2011, Ton's fait partie du groupe Saint-Lô (électro blues hip-hop) qui sort son premier album en mars 2014. 
Bux2 le bassiste et Ton's le claviériste rejoignent le groupe rennais Percubaba.
Bring's, quant à lui, publie son premier album solo À fleur de peau, en novembre 2014 sur le label Kromatik. Il est accompagné sur scène par son vieux compère Ben.

## Discographie
- 1997 : Freedom for King Kong (EP, CD promo)
- 1999 : Citoyens du monde
- 2000 : 3 titres live (EP)
- 2001 : Primate diplomate
- 2003 : Marche ou rêve
- 2005 : Issue de ce corps
- 2008 : La DER - Live au Manège (Lorient) (album live)